# Ingelstad IBK
Ingelstad IBK är en innebandyförening som grundades 1988. Klubbens säte finns i Ingelstad, en ort söder om Växjö i Småland. Den naturliga mötesplatsen för IIBK är Sporthallen i Ingelstad, i anslutning till Ingelstad skola. Klubbens rivaler geografiskt är Väckelsång Vikings (IK). I föreningen bedrivs både senior och ungdomsverksamhet, herrlaget spelar i division 2 Småland. Damlaget, spelar 2024 i division 1 efter att har blivit uppflyttade efter kval.

## 2023/2024
Herrlaget tränas av Arvid Henningsson, assisterad av Peter Magnusson. Materialare är Jacob Kidell.
Herrtruppen 23/24 ser ut såhär;

### Målvakter
- 90 Thomas Collskog
- 96 Olof Berg

### Utespelare
- 5 Martin Johnson
- 6 Jesper Wingren
- 7 Anton Ericsson
- 8 Vilgot Nilsson
- 9 Pontus Skogsmark
- 10 Rasmus Åberg
- 11 Albin Westergren
- 12 Philip Bolmgren
- 14 Emil Jönsson
- 16 Simon Lydigh
- 19 Alfred Nilsson
- 20 Sebastian Samuelsson
- 21 Edving Henningsson
- 24 Simon Hammarström
- 24 (?) Johannes Karlsson
- 25 Oliver Ericsson
- Noel Gustavsson
- Filip Nilsson
- Karl Strömberg
- Olle Winsth

## 2017/18
Herrlaget tränas av Viktor Gustavsson, assisterad av Anders Karlsson och Johan Widenberg. I ledarstaben ingår dessutom Jacob Kidell. Klubben har som målsättning att ha 75% egna produkter, och lever upp till det.   
Herrtruppen 2017/18 ser ut som följer;  

### Målvakter
- 77 Joakim Axberg
- 90 Thomas Danielsson
- 96 Olof Berg

### Utespelare
- 3 Emil Jönsson
- 4 Emil Bergqvist
- 5 Joakim Karlsson
- 6 Victor Eriksson
- 7 Anton Ericsson
- 8 Felix Ekelund
- 9 Pontus Skogsmark
- 10 Rasmus Wickell
- 11 Viktor Gustafsson
- 12 Philip Bolmgren
- 13 Karl Strömberg
- 14 David Persson
- 15 Johan Söderberg
- 16 Eric Bergkvist/Johan Widenberg
- 17 Arvid Henningsson
- 18 Cristoffer Mård
- 19 Anton Svensson
- 20 Viktor Gustavsson
- 21 Edvin Henningsson
- 22 Fredrik Lundblad

## 2016/17
Säsongen 2016/17 var oerhört lyckad för en förening som fortsatte att växa. Herrlaget tog sin andra raka serieseger och spelar den kommande säsongen i division 2. Herrlaget vann sin div 3-serie efter endast en förlust på hela säsongen. Uppflyttningen säkrades via kvalseger mot Gnosjö. Första matchen slutade 2-3, och returen vanns med 6-4. På ungdomssidan har de fler lag än tidigare och har startat ännu ett flicklag. Totalt sett har klubben nu två seniorlag, och åtta ungdomslag. Ingelstad IBK hade 198 medlemmar samt 501 personer i föreningen under säsongen 2016/17. 

## 2015/16
Säsongen 2015/16 var oerhört lyckad för en förening som är större än någonsin och nådde flera fina milstolpar. Herrlaget tog sin första serieseger sedan 1995/96 när de vann sin division 4-serie obesegrade  med ett lag näst intill enbart bestående av egna produkter. Klubbens äldsta pojklag avslutade säsongen med Fair Play Cup i Jönköping där bägge lag gick vidare till A-slutspel. 01/02 svarade för bedriften att gå hela vägen och vinna hela turneringen, något som har uppmärksammats mycket i media. Dessutom hade klubben ytterligare 4 ungdomslag som spelade poolspel, en träningsgrupp för barn födda 08/09 samt ett U-lag i U-lagsserien.  

## Profiler
Bland spelare med bakgrund i klubben finns:
- Klas Skoglund var den förste spelaren från Ingelstad IBK att spela i Elitserien för herrar. Då med Carlskrona IF säsongerna 95-96 och 96-97. Klas är numera målvaktstränare i Växjö Vipers.
- Viktor Gustavsson, herrlagets meste poänggörare genom tiderna.
- Johan Schönbeck, Ingelstad IBK:s första ordförande. Senare SSL-tränare med Växjö Vipers, förbundskapten för Danmark, schweizisk mästare samt senast sportchef i Växjö Vipers. Numera anställd av Smålands Innebandyförbund.

- Johan Bengtsson. Avslutade SSL-karriären in AIK, har också spelat SM-final med Warberg IC, har också representerat Växjö Vipers.
- Karl Strömberg, spelar idag i Ingelstad, har tidigare gjort 9 säsonger i Växjö Vipers.
- Niklas Karlsson, flest matcher, 252 st, i herrlaget genom tiderna.
- Diego Wijkander. Instagramprofil, ungdomstränare och fd spelare i Växjö och Ängelholm.
- Evelina Dahlfors-Robertsson. Över 100 matcher i landets högsta serie. Har spelat för Växjö Östra IK, Växjö IBK, Hovshaga AIF, Ingelstad IBK och Ingelstad/Växjö 08 IBF. Främsta merit SM-silver med Växjö Östra IK 1995/96.
- Jonas Pettersson Spelade i elitserien med Jönköpings IK från 2002 till 2005, spelade sedan med IBF Älvstranden i elitserien 2006/2007 och 2007-2008 i division 1. Säsongen 2008-2009 spelade Jonas i FBC Göteborg.